# Okres Uherské Hradiště
Okres Uherské Hradiště je okresem ve Zlínském kraji. Jeho dřívějším sídlem bylo město Uherské Hradiště.
V rámci kraje sousedí na severozápadě s okresem Kroměříž a na severovýchodě s okresem Zlín. Dále pak sousedí na jihozápadě s okresem Hodonín Jihomoravského kraje. Z jihovýchodu je okres vymezen státní hranicí se Slovenskem.

## Administrativní členění
Obce s rozšířenou působností:
- Uherské Hradiště
- Uherský Brod

Obce s pověřeným obecním úřadem:
- Staré Město
- Uherský Ostroh
- Bojkovice

## Struktura povrchu
K 31. prosinci 2012 měl okres celkovou plochu 991,37 km², z toho:
- 58,46 % zemědělských pozemků, které z 71,64 % tvoří orná půda (41,88 % rozlohy okresu)
- 41,54 % ostatní pozemky, z toho 73,16 % lesy (30,39 % rozlohy okresu)

## Demografické údaje
Data k 31. prosinci 2016 a k 1. lednu 2023:
| Počet obyvatel | 2016    | 2023    |
| -------------- | ------- | ------- |
| Celkem         | 142 554 | 141 496 |
| Muži           | 69 947  | 69 602  |
| Ženy           | 72 607  | 71 894  |

| Průměrný věk | 2016 | 2023 |
| ------------ | ---- | ---- |
| Celkem       | 42,9 | 43,8 |
| Muži         | 41,2 | 42,2 |
| Ženy         | 44,5 | 45,3 |

- hustota zalidnění: 145 ob./km² (2016)
- 48,27 % obyvatel žije ve městech (2016)

### Zaměstnanost
(2012)
| Počet obyvatel se stálým zaměstnáním | 32 333    |
| Průměrný plat                        | 20 894 Kč |
| Nezaměstnaných                       | 14 722    |
| Míra nezaměstnanosti                 | 10,26 %   |

### Školství
(2003)
| Druh školy                     | Počet škol |
| ------------------------------ | ---------- |
| Mateřské školy                 | 78         |
| Základní školy                 | 61         |
| Gymnázia                       | 3          |
| Střední školy průmyslové školy | 12         |
| Střední odborná učiliště       | 10         |
| Vyšší odborné školy            | 2          |

### Zdravotnictví
(2003)
| Lékaři                          | 406 |
| Nemocnice                       | 2   |
| Specializovaná léčebná zařízení | -   |
| Zubní lékaři                    | 79  |
| Lékárny                         | 32  |

### Zdroj
- Český statistický úřad

## Silniční doprava
Okresem prochází dálnice D55, silnice I. třídy I/50, I/54, I/55 a I/71.
Silnice II. třídy jsou II/422, II/426, II/427, II/490, II/495, II/496, II/497 a II/498.

## Železniční doprava
Okresem prochází železniční tratě: Přerov–Břeclav, Staré Město u Uherského Hradiště – Kunovice, Újezdec u Luhačovic – Luhačovice, Vlárská dráha. 

## Seznam obcí
Města vyznačena tučně, počet obyvatel k 1. lednu 2014 a k 1. lednu 2023
| Znak | Obec/Město             | Počet obyvatel (2014) | Počet obyvatel (2023) |
| ---- | ---------------------- | --------------------- | --------------------- |
|      | Babice                 | 1 796                 | 1 879                 |
|      | Bánov                  | 2 107                 | 2 185                 |
|      | Bílovice               | 1 833                 | 1 934                 |
|      | Bojkovice              | 4 464                 | 4 365                 |
|      | Boršice                | 2 199                 | 2 172                 |
|      | Boršice u Blatnice     | 823                   | 808                   |
|      | Břestek                | 807                   | 848                   |
|      | Březolupy              | 1 680                 | 1 716                 |
|      | Březová                | 1 012                 | 979                   |
|      | Buchlovice             | 2 444                 | 2 447                 |
|      | Bystřice pod Lopeníkem | 787                   | 843                   |
|      | Částkov                | 378                   | 376                   |
|      | Dolní Němčí            | 3 007                 | 2 868                 |
|      | Drslavice              | 533                   | 508                   |
|      | Hluk                   | 4 451                 | 4 298                 |
|      | Horní Němčí            | 830                   | 813                   |
|      | Hostějov               | 39                    | 41                    |
|      | Hostětín               | 242                   | 217                   |
|      | Hradčovice             | 1 015                 | 984                   |
|      | Huštěnovice            | 1 004                 | 1 021                 |
|      | Jalubí                 | 1 789                 | 1 806                 |
|      | Jankovice              | 473                   | 453                   |
|      | Kněžpole               | 1 100                 | 1 071                 |
|      | Komňa                  | 583                   | 544                   |
|      | Korytná                | 964                   | 911                   |
|      | Kostelany nad Moravou  | 948                   | 910                   |
|      | Košíky                 | 411                   | 431                   |
|      | Kudlovice              | 971                   | 980                   |
|      | Kunovice               | 5 529                 | 5 638                 |
|      | Lopeník                | 196                   | 238                   |
|      | Medlovice              | 466                   | 469                   |
|      | Mistřice               | 1 182                 | 1 184                 |
|      | Modrá                  | 704                   | 717                   |
|      | Nedachlebice           | 806                   | 794                   |
|      | Nedakonice             | 1 587                 | 1 635                 |
|      | Nezdenice              | 730                   | 726                   |
|      | Nivnice                | 3 335                 | 3 384                 |
|      | Ořechov                | 737                   | 778                   |
|      | Ostrožská Lhota        | 1 512                 | 1 474                 |
|      | Ostrožská Nová Ves     | 3 391                 | 3 424                 |
|      | Osvětimany             | 850                   | 889                   |
|      | Pašovice               | 713                   | 702                   |
|      | Pitín                  | 921                   | 914                   |
|      | Podolí                 | 872                   | 897                   |
|      | Polešovice             | 2 015                 | 2 020                 |
|      | Popovice               | 1 043                 | 1 014                 |
|      | Prakšice               | 1 022                 | 1 029                 |
|      | Rudice                 | 444                   | 468                   |
|      | Salaš                  | 390                   | 416                   |
|      | Slavkov                | 676                   | 682                   |
|      | Staré Hutě             | 131                   | 119                   |
|      | Staré Město            | 6 807                 | 6 629                 |
|      | Starý Hrozenkov        | 910                   | 801                   |
|      | Strání                 | 3 604                 | 3 355                 |
|      | Stříbrnice             | 421                   | 433                   |
|      | Stupava                | 145                   | 164                   |
|      | Suchá Loz              | 1 123                 | 1 135                 |
|      | Sušice                 | 593                   | 660                   |
|      | Svárov                 | 250                   | 215                   |
|      | Šumice                 | 1 685                 | 1 629                 |
|      | Topolná                | 1 622                 | 1 614                 |
|      | Traplice               | 1 149                 | 1 157                 |
|      | Tučapy                 | 251                   | 252                   |
|      | Tupesy                 | 1 129                 | 1 136                 |
|      | Uherské Hradiště       | 25 266                | 24 812                |
|      | Uherský Brod           | 16 720                | 16 410                |
|      | Uherský Ostroh         | 4 387                 | 4 278                 |
|      | Újezdec                | 232                   | 257                   |
|      | Vápenice               | 199                   | 193                   |
|      | Vážany                 | 437                   | 431                   |
|      | Velehrad               | 1 267                 | 1 129                 |
|      | Veletiny               | 557                   | 506                   |
|      | Vlčnov                 | 3 022                 | 2 943                 |
|      | Vyškovec               | 149                   | 162                   |
|      | Záhorovice             | 1 098                 | 1 021                 |
|      | Zlámanec               | 297                   | 338                   |
|      | Zlechov                | 1 693                 | 1 639                 |
|      | Žítková                | 174                   | 178                   |

## Seznam obcí a jejich částí
Města jsou uvedena tučně, městyse kurzívou, části obcí malince.
Babice •
Bánov •
Bílovice (Včelary) •
Bojkovice (Bzová • Krhov • Přečkovice) •
Boršice u Blatnice •
Boršice •
Břestek •
Březolupy •
Březová •
Buchlovice •
Bystřice pod Lopeníkem •
Částkov •
Dolní Němčí •
Drslavice •
Hluk •
Horní Němčí •
Hostějov •
Hostětín •
Hradčovice (Lhotka) •
Huštěnovice •
Jalubí •
Jankovice •
Kněžpole •
Komňa •
Korytná •
Kostelany nad Moravou •
Košíky •
Kudlovice •
Kunovice •
Lopeník •
Medlovice •
Mistřice (Javorovec) •
Modrá •
Nedachlebice •
Nedakonice •
Nezdenice •
Nivnice •
Ořechov •
Ostrožská Lhota •
Ostrožská Nová Ves (Chylice) •
Osvětimany •
Pašovice •
Pitín •
Podolí •
Polešovice •
Popovice •
Prakšice •
Rudice •
Salaš •
Slavkov •
Staré Hutě •
Staré Město •
Starý Hrozenkov •
Strání (Květná) •
Stříbrnice •
Stupava •
Suchá Loz •
Sušice •
Svárov •
Šumice •
Topolná •
Traplice •
Tučapy •
Tupesy •
Uherské Hradiště (Jarošov • Mařatice • Míkovice • Rybárny • Sady • Vésky) •
Uherský Brod (Havřice • Maršov • Těšov • Uherský Brod • Újezdec)  •
Uherský Ostroh (Kvačice • Ostrožské Předměstí) •
Újezdec •
Vápenice •
Vážany •
Velehrad •
Veletiny •
Vlčnov •
Vyškovec •
Záhorovice •
Zlámanec •
Zlechov •
Žítková

## Památky a zajímavosti
- Přírodní park Chřiby

## Řeky
- Morava
- Bošáčka
- Březnice
- Kyjovka
- Okluky
- Šťávnice